# گروه پلانسی
گروه پلانسی (انگلیسی: Plansee Group) شرکت معدن اتریشی است، که در سال ۱۹۲۱ تأسیس شد.